# Пахнес
Пахнес (грец. Πάχνες) — гора на Криті висотою 2453 м. Це друга за висотою гора на острові та найвища вершина Білих гір, або гір Лефка-Орі.
Через значну віддаленість від населених пунктів Пахнес не є популярним туристичним напрямком. Найпопулярнішою відправною точкою для подорожей на вершину є село Анополі, розташоване на висоті приблизно 600 м. Грунтова дорога, доступна для автомобілів, веде далі до точки на висоті 1950 м над рівнем моря, звідки можна дістатися до самої вершини і повернутися протягом одного дня.